# Densità di corrente elettrica
In elettromagnetismo la densità di corrente elettrica è il vettore il cui flusso attraverso una superficie rappresenta la corrente elettrica che attraversa tale superficie.
Nel Sistema internazionale di unità di misura si misura in ampere al metro quadrato: {\displaystyle {\frac {\text{A}}{{\text{m}}^{2}}}}.

## Definizione
La densità di corrente, indicata con {\displaystyle \mathbf {J} }, viene definita come il campo vettoriale il cui flusso attraverso una superficie {\displaystyle A} è la corrente elettrica {\displaystyle I} che attraversa tale superficie:
{\displaystyle I=\int _{A}\mathbf {J} \cdot \mathbf {\hat {n}} {\mbox{d}}A}
dove {\displaystyle \mathbf {\hat {n}} } è il versore normale alla superficie {\displaystyle A}, il prodotto {\displaystyle \mathbf {\hat {n}} {\mbox{d}}A} è il vettore area e il punto denota il prodotto scalare. Se {\displaystyle \theta } è l'angolo tra la direzione della corrente e {\displaystyle \mathbf {\hat {n}} } si ha quindi:
{\displaystyle \mathbf {J} \cdot \mathbf {\hat {n}} =J\cos \theta }
con il modulo del vettore {\displaystyle \mathbf {J} } che è definito dal limite:
{\displaystyle J=\lim \limits _{A\rightarrow 0}{\frac {I(A)}{A}}}
Dalla definizione di corrente {\displaystyle I=dQ/dt} segue che la carica elettrica totale {\displaystyle Q'} che fluisce attraverso la superficie {\displaystyle A} nell'intervallo di tempo {\displaystyle t_{2}-t_{1}} è data da:
{\displaystyle Q'=\int _{t_{1}}^{t_{2}}\int _{A}\mathbf {J} \cdot \mathbf {\hat {n}} {\rm {d}}A{\rm {d}}t}
Sia {\displaystyle N} il numero dei portatori di carica per unità di volume, ognuno di essi di carica {\displaystyle q}, che si muovono entro il conduttore con velocità {\displaystyle \mathbf {v} _{d}}, detta velocità di deriva, che è parallela o antiparallela alla direzione del campo elettrico. Allora la carica che fluisce nell'unità di tempo attraverso una sezione {\displaystyle A} del conduttore è:
{\displaystyle I=\int _{A}Nq\mathbf {v} _{d}\cdot \mathbf {\hat {n}} {\mbox{d}}A}
Il vettore densità di corrente può essere quindi definito anche come:
{\displaystyle \mathbf {J} =Nq\mathbf {v} _{d}}
La densità di corrente elettrica ha sempre la stessa direzione (ma non necessariamente lo stesso verso) della velocità di deriva dei portatori di carica (elettroni o protoni) {\displaystyle Nq} con velocità di deriva {\displaystyle \mathbf {v} _{d}}.

## Calcolo della densità di corrente nella materia
Escludendo gli effetti dovuti alla polarizzazione elettrica o magnetica (magnetizzazione), in un flusso di corrente elettrica la distribuzione di carica che percorre il conduttore è descritta, nella posizione {\displaystyle \mathbf {r} } al tempo {\displaystyle t}, tramite la densità {\displaystyle \mathbf {J} _{f}} di corrente elettrica:
{\displaystyle \mathbf {J} _{f}(\mathbf {r} ,t)=\rho (\mathbf {r} ,t)\;\mathbf {v} _{\text{d}}(\mathbf {r} ,t)\,}
dove {\displaystyle \mathbf {v} _{\text{d}}} è la velocità di deriva e:
{\displaystyle \rho (\mathbf {r} ,t)=qn(\mathbf {r} ,t)}
la densità di carica, con n il numero di cariche per unità di volume.
Nei materiali ohmici, in prima approssimazione la densità di corrente è proporzionale al campo applicato {\displaystyle \mathbf {E} }, come evidenzia la forma locale della legge di Ohm:
{\displaystyle \mathbf {J} _{f}=\sigma \mathbf {E} }
in cui {\displaystyle \sigma } è la conduttività elettrica, il reciproco della resistività elettrica, ed è misurata nel sistema SI in Siemens per metro (S m−1).
In elettrodinamica si utilizza un approccio più generale, scrivendo in modo causale:
{\displaystyle \mathbf {J} _{f}(\mathbf {r} ,t)=\int _{-\infty }^{t}\mathrm {d} t'\int \mathrm {d} ^{3}\mathbf {r} '\;\sigma (\mathbf {r} -\mathbf {r} ',t-t')\;\mathbf {E} (\mathbf {r} ',\ t')\,}
dove si indica che la dipendenza dal campo non è istantanea, ma la forza subita dalle cariche corrisponde all'azione del campo nei tempi precedenti, e quindi in una posizione differente. L'integrale considera tutti i tempi passati, fino all'istante considerato.
Effettuando la trasformata di Fourier spazio-temporale:
{\displaystyle \mathbf {J} _{f}(\mathbf {k} ,\omega )=\sigma (\mathbf {k} ,\omega )\;\mathbf {E} (\mathbf {k} ,\omega )\,}
dove {\displaystyle \sigma (\mathbf {k} ,\omega )} è ora una funzione complessa.
In molti materiali la conduttività è descritta con un tensore, e la corrente non ha necessariamente la stessa direzione del campo.

### Correnti di polarizzazione e magnetizzazione
In un materiale si generano correnti quando c'è una distribuzione di carica non uniforme.
Nei dielettrici la densità di corrente corrisponde al movimento del momento di dipolo elettrico per unità di volume, ovvero alla densità di polarizzazione elettrica:
{\displaystyle \mathbf {J} _{\mathrm {P} }={\frac {\partial \mathbf {P} }{\partial t}}}
In modo simile, nei materiali magnetici, la densità di magnetizzazione {\displaystyle \mathbf {M} } relativa ai dipoli magnetici permette di caratterizzare le correnti di magnetizzazione:
{\displaystyle \mathbf {J} _{\mathrm {M} }=\nabla \times \mathbf {M} }
L'insieme delle correnti dovute agli effetti di polarizzazione magnetica ed elettrica si somma alle correnti libere per dare la corrente totale, che risulta dall'integrale di:
{\displaystyle \mathbf {J} =\mathbf {J} _{f}+\mathbf {J} _{\mathrm {P} }+\mathbf {J} _{\mathrm {M} }}

## Densità di spostamento elettrico
La corrente di spostamento è una grandezza che rappresenta la variazione temporale del campo elettrico introdotta per descrivere la formazione di un campo magnetico in presenza di un campo elettrico variabile nel tempo. Tale grandezza esprime a livello generale il fatto che campi elettrici variabili nel tempo generano campi magnetici, e permette di descrivere completamente il campo elettromagnetico attraverso le Equazioni di Maxwell.
Dato il vettore induzione elettrica, definito come:
{\displaystyle \mathbf {D} =\varepsilon _{0}\mathbf {E} +\mathbf {P} \ }
dove {\displaystyle \mathbf {E} } è il campo elettrico e {\displaystyle \mathbf {P} } la polarizzazione elettrica. La densità di corrente di spostamento è definita come la variazione nel tempo del vettore induzione elettrica:
{\displaystyle \mathbf {J} _{s}=\varepsilon _{0}{\frac {\partial \mathbf {E} }{\partial t}}+{\frac {\partial \mathbf {P} }{\partial t}}\ }
La corrente di spostamento che attraversa una data superficie {\displaystyle S} è allora definita nella sua forma più generale come il flusso della densità di corrente di spostamento attraverso tale superficie:
{\displaystyle i_{s}=\int _{S}\mathbf {J} _{s}\cdot d\mathbf {S} }
Nel caso del vuoto (quindi uno dei casi di costante dielettrica uniforme), essendo la polarizzazione elettrica nulla, la corrente di spostamento assume la forma:
{\displaystyle i_{s}=\varepsilon _{o}\int _{S}{\frac {\partial \mathbf {E} (t)}{\partial t}}\cdot d\mathbf {S} }

## Valori tipici
Nel cablaggio elettrico la massima densità di corrente varia tra 4A∙mm−2 per un cavo non ventilato a 6A∙mm−2 per un cavo in aria libera. Se il cavo trasporta correnti ad alta frequenza, l'effetto pelle può modificare la distribuzione della corrente attraverso la sezione del cavo, concentrandola verso l'esterno.
Per gli strati esterni di un circuito stampato, la massima densità di corrente può raggiungere 35 A∙mm−2 con uno spessore del rame di 35 µm. Dato che gli strati interni dissipano meno calore degli strati esterni, si evita di far passare correnti elevate negli strati interni.
Nei semiconduttori, la densità di corrente massima è un dato del costruttore. Un valore comune fornito è 1 mA∙µm−2 a 25 °C per elementi da 180 nm. Nella scala micrometrica, superata la massima densità di corrente, oltre all'effetto Joule intervengono anche altri effetti, come l'elettromigrazione.
Negli organismi biologici i canali ionici regolano il flusso degli ioni (come sodio, calcio, potassio) attraverso la membrana cellulare. La densità di corrente si misura in pA∙pF−1 (picoampere per picofarad), ossia corrente divisa per capacità elettrica, che viene assunta come misura dell'area della membrana.
Nelle lampade a scarica la densità di corrente caratterizza lo spettro di emissione: basse densità producono uno spettro a righe e in generale favoriscono lunghezze d'onda maggiori, mentre alte densità di corrente producono uno spettro continuo e favoriscono le lunghezze d'onda più corte. Densità basse per i flash sono generalmente attorno a 1000 A∙cm−2. Alte densità possono superare i 4000 A∙cm−2.
Negli impianti di protezione catodica a corrente impressa per la protezione di strutture interrate, i valori della densità di corrente necessari per evitare la corrosione delle parti metalliche variano tra 10 e 1000 mA∙m−2, in funzione della conduttività del terreno.